# The Washington Quarterly
The Washington Quarterly (abgekürzt TWQ) ist eine vierteljährlich erscheinende US-amerikanische Fachpublikation für Sicherheitspolitik und Internationale Politik. Herausgegeben wurde sie bis 2014 vom Center for Strategic and International Studies (CSIS) in Washington, D.C., der Hauptstadt der USA. Autoren sind renommierte Wissenschaftler, Politiker und Publizisten aus den USA und anderen Ländern.
Die in TWQ veröffentlichten Beiträge richten sich an außen- und sicherheitspolitisch interessierte Generalisten aus Politik, Verwaltung, Wissenschaft, Wirtschaft und Medien in über 50 Staaten. Thematisiert werden unter anderem die Rolle der Vereinigten Staaten in der Welt, der Aufstieg neuer Großmächte, Raketenabwehr und Massenvernichtungswaffen, die Eindämmung des transnationalen Terrorismus, regionale Brennpunkte, Folgen des globalen politischen Wandels sowie Meinungsbildungsprozesse im US-Kongress.